# فرماندهی انتظامی جمهوری اسلامی ایران
فرماندهی انتظامی جمهوری اسلامی ایران (اختصاری فَراجا) شاخه‌ای از نیروهای مسلح ایران است، که به‌عنوان یک سازمان اجرای قانون، وظایف پلیس و مرزبانی را در کشور برعهده دارد. پیشینه شکل‌گیری این سازمان به سال ۱۲۵۸ و تأسیس شهربانی بازمی‌گردد. نیروی انتظامی جمهوری اسلامی ایران (اختصاری ناجا) در سال ۱۳۷۰ از ادغام شهربانی، ژاندارمری و کمیته انقلاب اسلامی تشکیل شد. فرماندهی انتظامی جمهوری اسلامی ایران در سال ۱۴۰۰ با هدف تغییر ساختار نیروی انتظامی و ارتقاء ساختار آن از سطح نیرو به فرماندهی، سازماندهی مجدد شد. فراجا مسئولیت حفظ امنیت درون ایران را برعهده دارد و کارکرد آن توسط وزارت کشور نظارت می‌شود. فرماندهی انتظامی جمهوری اسلامی ایران به دلیل داشتن وظیفه تأمین شبانه‌روزی نظم و امنیت داخلی، بیش از نهادهایی چون سپاه پاسداران و ارتش با مردم در ارتباط مستقیم است. شمار کارکنان فعال در فرماندهی انتظامی (افسران و درجه‌داران) بالغ بر ۶۰ هزار نفر برآورد شده است. از سال ۱۴۰۱، سرتیپ پاسدار احمدرضا رادان فرماندهی انتظامی کل کشور را برعهده دارد.
وحشیگری فرماندهی انتظامی جمهوری اسلامی ایران علیه مردم این کشور، با تحریم‌های حقوق بشری همراه بوده است و شماری از سران آن و مقامات محلی‌اش، از سوی غرب تحریم شده‌اند. از یگان ویژه این سازمان، به‌عنوان «سرکوب‌گرترین نیروی ضدشورش جمهوری اسلامی» یاد شده است که در خونین‌ترین سرکوب‌های خیابانی تاریخ جمهوری اسلامی در سال ۱۳۹۸، از مهم‌ترین نیروهای حاضر در خیابان بود. محاصره، کشتار و آتش گشودن به سوی مردم معترض، خشونت در بازداشتگاه‌ها، کشتن کودک هنگام تعقیب و غیره، نقدهای جدی را به این سازمان وارد کرده‌اند. به گزارش یورونیوز در سال ۲۰۲۰ برخی باور دارند که ملزم بودن پلیس جمهوری اسلامی ایران برای پیشگیری از نقض شدن احکام شرعی از سوی مردم، بانی آن شده است که پلیس در ایران این دوره، بیشتر از آن که پایه‌گذار امنیت مردم این کشور باشد، باعث ناامنی روانی میان شهروندان باشد. جمع کردن دیش‌های ماهواره، کتک‌زدن و اعمال خشونت علیه مردم به خاطر شئونات و حجاب، دیگر کارهای فرماندهی انتظامی جمهوری اسلامی ایران می‌باشند، که مورد نقد قرار گرفته‌اند. گرداندن متهمان در شهر که شامل نوجوانان زیر سن قانونی می‌شده است نیز توسط رسانه‌ها و مردم، نقد شده است. در ۱۷ اکتبر ۲۰۲۲ اتحادیه اروپا این نهاد را به دلیل سرکوب اعتراضات تحریم کرد.

## تاریخچه

### قبل از ۱۳۷۰
پیشینهٔ برقراری امنیت شهری و کشوری به‌صورت مدرن در ایران، به یک سده پیش بازمی‌گردد. ناصرالدین شاه قاجار در مجموعه سفرهایش به قارهٔ اروپا و بازدید از یگان‌های پلیس جدید در آن مناطق و با به‌کارگیری یک افسر مشاور ایتالیایی تبعهٔ اتریش؛ به نام کنت دومونت فورت، نخستین سامانهٔ پلیسی نو را در ایران بنیان نهاد.
پلیس در ایران برای مدت زمانی طولانی از ۲ بخش اصلی شهربانی (نظمیه) و ژاندارمری (که خود شامل ۲ بخش ژاندارمری مرزی و ژاندارمری روستایی بود) تشکیل می‌شد. پس از وقوع انقلاب در ایران، کمیته انقلاب اسلامی نیز به‌عنوان یکی از اجزاء برقراری نظم و امنیت داخلی کشور و حفاظت از اصول ارزشی جمهوری اسلامی ایران، به این سازمان پلیسی اضافه گردید.

### بعد از ۱۳۷۰
افزایش کارکنان پلیس پس از وقوع انقلاب و لزوم ترکیب این نیروها، عاملی شد تا در سال ۱۳۷۰ با تصویب مجلس شورای اسلامی، این ۳ سازمان انتظامی در یکدیگر ادغام گردند. «قانون نیروی انتظامی جمهوری اسلامی ایران» در سال ۱۳۷۰ در مجلس تصویب شد و طی آن ۱ سال به دولت وقت، برای سازماندهی نیروی انتظامی، فرصت داده شد. در طول سال‌های بعد این قانون نیز بروزرسانی گردید و هم‌اکنون فرماندهی انتظامی به‌همراه ارتش جمهوری اسلامی ایران و سپاه پاسداران انقلاب اسلامی، زیرمجموعه ستاد کل نیروهای مسلح محسوب می‌شود و تحت نظارت معاونت امنیتی-سیاسی وزارت کشور فعالیت می‌کند.

### بعد از ۱۴۰۰
در سال ۱۴۰۰ ناجا با ارتقا از سطح نیرو به فرماندهی، عنوانِ فرماندهی انتظامی جمهوری اسلامی ایران را به خود گرفت و کلمه اختصاری ناجا نیز به فَراجا تغییر کرد. فرماندهٔ این نیرو که قبلاً هم رده وزرا بود و زیر نظر وزیر کشور فعالیت می‌نمود، با این تغییرات، هم‌رده فرماندهان کل ارتش و سپاه قرار گرفت. هم‌اکنون فرماندهان کل سه سازمان نظامی رسمی جمهوری اسلامی ایران، هم‌رده معاون اول رئیس‌جمهور می‌باشند.

### تحریم‌ها
۱۷ اکتبر ۲۰۲۲ اتحادیه اروپا فرماندهی انتظامی جمهوری اسلامی را به همراه یازده نفر از مقامات و سه نهاد دیگر جمهوری اسلامی را به دلیل سرکوب اعتراضات و مقابله با آزادی بیان تحریم کرد.

## ساختار سازمانی و کارکنان
فرماندهی انتظامی جمهوری اسلامی ایران (اختصاری فَراجا) که وظایف پلیس و مرزبانی را در جمهوری اسلامی ایران برعهده دارد، جزئی از ستاد نیروهای مسلح و وابسته به وزارت کشور و در تبعیت از رهبر جمهوری اسلامی؛ در جایگاه فرمانده کل قوا، قرار دارد. شمار کارکنان فعال در فرماندهی انتظامی (افسران و درجه داران) بالغ بر ۶۰ هزار نفر برآورد شده است.
سازمان فرماندهی انتظامی از ۳ بخش اصلی هیئت رئیسه؛ فرماندهی کل فراجا، سازمان حفاظت اطلاعات فراجا و سازمان عقیدتی سیاسی فراجا تشکیل می‌شود، که هر یک به‌طور مستقل فعالیت می‌کنند.

### یگان‌های تابعه و سازمان‌های مستقل
| نام                                   | فرمانده                        | جانشین فرمانده               | نشان | تاریخ تأسیس                            |
| ------------------------------------- | ------------------------------ | ---------------------------- | ---- | -------------------------------------- |
| سازمان حفاظت اطلاعات (ساحفا)          | سرتیپ پاسدار محسن فتحی‌زاده     | سرتیپ پاسدار سید مصطفی مهدوی |      | ۱۳۷۰                                   |
| سازمان اطلاعات (سافا)                 | سرتیپ پاسدار غلامرضا رضائیان   | _                            |      | ۱۴۰۰                                   |
| سازمان عقیدتی سیاسی (ساعس)            | سید علیرضا ادیانی              | علی‌اکبر صوفی                 |      | ۱۳۷۰                                   |
| پلیس پیشگیری                          | سرتیپ پاسدار علی مؤیدی         | سرتیپ‌دوم ناصر فرشید          |      | ۱۲۸۵: تأسیس شهربانی ۱۳۷۰: پلیس پیشگیری |
| پلیس راهنمایی و رانندگی (راهور)       | سرتیپ‌دوم سید تیمور حسینی       | سرهنگ سیاوش محبی             |      | ۱۳۷۰                                   |
| پلیس آگاهی                            | سرتیپ محمد قنبری               | سرتیپ‌دوم پاسدار فرامرز به‌گذر |      | ۱۳۷۰                                   |
| پلیس امنیت اقتصادی                    | سرتیپ پاسدار حسین رحیمی        | سرتیپ‌دوم سهراب بهرامی        |      | ۱۷ فروردین ۱۳۹۸                        |
| پلیس مبارزه با مواد مخدر              | سرتیپ‌دوم ایرج کاکاوند          | سرتیپ‌دوم نصرت‌الله برین       |      | ۱۳۷۰                                   |
| پلیس امنیت عمومی                      | سرتیپ‌دوم سیدمجید فیض جعفری     |                              |      | ۱۳۷۰                                   |
| پلیس فضای تولید و تبادل اطلاعات (فتا) | سرتیپ وحید مجید                | سرتیپ‌دوم حسین امیرلی         |      | بهمن ۱۳۸۹                              |
| فرماندهی مرزبانی                      | سرتیپ احمدعلی گودرزی           | سرتیپ‌دوم پاسدار جلال ستاره   |      | ۱۲۸۸: تأسیس ژاندارمری ۱۳۷۰: مرزبانی    |
| پلیس بین‌الملل                         | سرتیپ‌دوم مجید کریمی            | سرتیپ‌دوم کاظم مجتبایی        | _    | ۱۳۳۷                                   |
| فرماندهی هواپیمایی                    | سرتیپ‌دوم خلبان جلال منصوری‌نژاد | _                            |      | ۱۳۱۷                                   |
| فرماندهی یگان‌های ویژه                 | سرتیپ پاسدار مسعود مصدق        | سرتیپ‌دوم علی عظیمی           |      | ۱۳۷۰                                   |
| فرماندهی حفاظت از شخصیت‌ها و دژبان     | سرتیپ‌دوم پاسدار حمید عطایی     | _                            | _    | ۱۳۷۰                                   |
| سازمان وظیفه عمومی                    | سرتیپ پاسدار تقی مهری          | سرتیپ‌دوم رحمان علیدوست       | _    | ۱۳۷۰                                   |
| بازرسی کل فراجا                       | سرتیپ پاسدار مهدی معصوم‌بیگی    | سرتیپ‌دوم کیوان ظهیری         | _    | ۱۳۹۳ [۹۴]                              |

### معاونت‌ها
- معاونت هماهنگ‌کننده فراجا: وظیفه هماهنگی یگان‌های فراجا را برعهده دارد.
- معاونت عملیات فراجا: فرماندهی و کنترل یگان‌ها و مرکز فوریت‌های پلیسی (پلیس ۱۱۰) توسط این معاونت نظارت می‌شود.[۶۱]
- معاونت علوم، تحقیقات و فناوری فراجا
- معاونت نیروی انسانی فراجا: معاون فرمانده کل فراجا در امور منابع انسانی است.
- معاونت فناوری اطلاعات و ارتباطات فراجا (فاوا)
- معاونت پارلمانی و امور مجلس فراجا
- معاونت فرهنگی و اجتماعی فراجا
- معاونت بهداشت، امداد و درمان فراجا

### مراکز آموزشی و مطالعاتی
- دانشگاه علوم انتظامی امین: دانشگاه افسری پلیس است.
- مرکز مطالعات راهبردی فراجا[۶۲]

### یگان‌ها و سازمان‌های تابعه منطقه‌ای

#### ستاد فرماندهی انتظامی استان
در هر یک از استان‌های کشور، ستاد فرماندهی انتظامی استان مستقر است که وظیفه انجام کارهای انتظامی مربوط به آن استان را برعهده دارد. در فرماندهی انتظامی «ناحیه انتظامی» به فرماندهی انتظامی یک استان و «منطقه انتظامی» به فرماندهی انتظامی یک شهر یا شهرستان گفته می‌شود. شهر تهران (پایتخت) تنها کلانشهری است که به‌عنوان یک ناحیه انتظامی شناخته می‌شود. فرماندهی ناحیه انتظامی تهران بزرگ را «فاتب» می‌نامند.

#### یگان امداد
یگان امداد یکی از یگان‌های عملیاتی فراجا می‌باشد که فرماندهی مستقلی ندارد و به‌صورت منطقه‌ای و تحت‌الامر فرماندهی انتظامی هر شهرستان در کشور عمل می‌کند. فرماندهان یگان امداد توسط فرمانده پلیس پیشگیری انتخاب می‌شود.

## فرمانده کل
فرمانده نیروی انتظامی
- سرتیپ محمد سهرابی (۱۳۷۱–۱۳۷۰)
- سرتیپ پاسدار رضا سیف‌اللهی (۱۳۷۵–۱۳۷۱)
- سرتیپ پاسدار هدایت لطفیان (۱۳۷۹–۱۳۷۵)
- سرتیپ پاسدار محمدباقر قالیباف (۱۳۸۴–۱۳۷۹)
- سرتیپ پاسدار علی عبداللهی (سرپرست) (۱۳۸۴)
- سرتیپ پاسدار اسماعیل احمدی مقدم (۱۳۹۳–۱۳۸۴)
- سرتیپ پاسدار حسین اشتری (۱۴۰۰–۱۳۹۳)

فرمانده کل انتظامی
- سرتیپ پاسدار حسین اشتری (۱۴۰۱–۱۴۰۰)
- سرتیپ پاسدار احمدرضا رادان (۱۴۰۱–اکنون)

## تجهیزات

### سلاح
سلاح گرم مورد استفاده در نیروی عملیاتی کلاشینکوف و سلاح کمری مورد استفاده در فراجا از نوع زیگ زاوئر پی۲۲۶ است که توسط صنایع دفاع با نام زعاف تولید می‌شود.

### ترابری

#### خودروهای سواری
در سال‌های ۱۳۷۰ تا ۱۳۷۹ خودروی مورد استفاده فرماندهی انتظامی تویوتا کریسیدا بوده است، بعد از آن در زمان فرماندهی محمد باقر قالیباف در فرماندهی انتظامی و در طول سالهای ۱۳۸۳ تا ۱۳۸۴ ۱۵۰۰ دستگاه مرسدس-بنز مدل ای۲۴۰ - مرسدس-بنز کلاس ای با اتاق دابل‌یو ۲۱۱ و مرسدس-بنز کلاس-سی (دابل‌یو ۲۰۳) برای استفاده مأموران انتظامی خریداری کرد.
دههٔ ۸۰ خودروهای سمند، پژو ۲۰۶، زانتیا، پرشیا، مگان و لندکروز هم جزء خودروهای سازمانی فرماندهی انتظامی بوده است.
در دههٔ ۹۰ نیز خودروهایی از جمله سمند سورن، ماکسیما و سوزوکی گرند ویتارا به خودروهای پلیس راهور اضافه شدند. همچنین نیسان تینا هم به‌عنوان پلیس راه راهور و خودروی تشریفات پلیس تاکنون استفاده شده است، کیا سراتو هم یکی از خودروهایی است که در دهه ۹۰ توسط فرماندهی انتظامی مورد استفاده قرار گرفته است.

### پوشاک
پوشاک پلیس در بخش ستادی بیشتر سبز رنگ است؛ اگرچه پوشاک دیگری نیز برای هر یگان تخصصی و عملیاتی وجود دارد. زنان در این نیرو دارای حجاب چادر سیاه هستند.

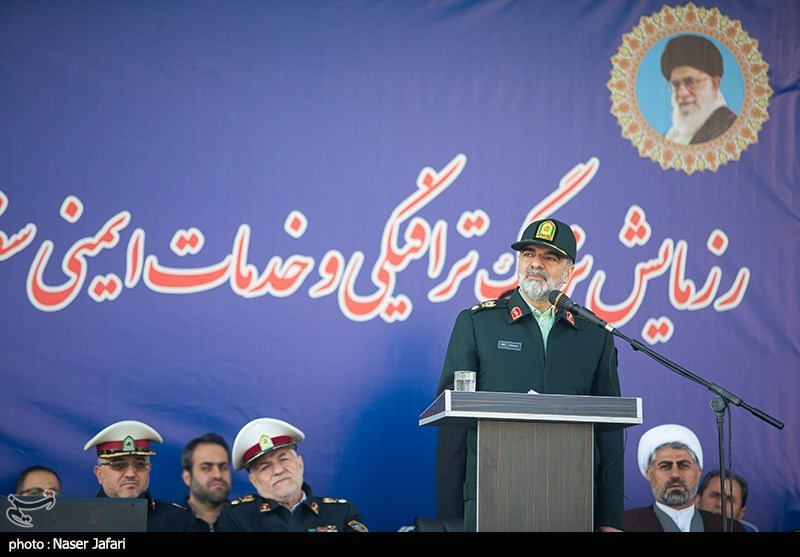
لباس ستادی (یونیفرم) مردان
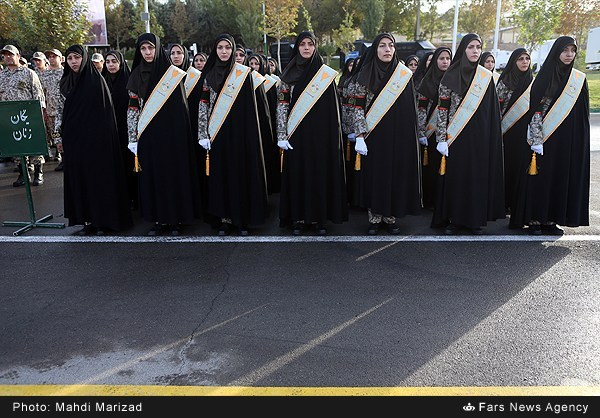
لباس زنان

## حاشیه‌ها و انتقادها

### وحشیگری‌ها و نقض حقوق بشر

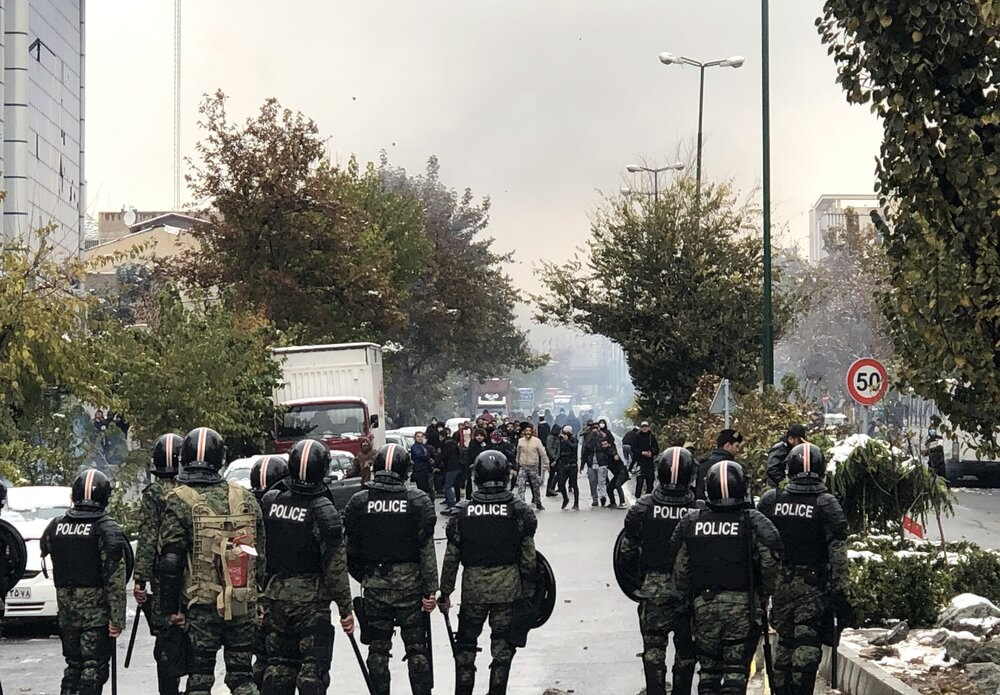
ماموران یگان ویژه ناجا در اعتراضات آبان ۱۳۹۸ ایران

یکی از بزرگ‌ترین خشونت‌های نیروی انتظامی، یورش به کوی دانشگاه تهران در سال ۱۳۷۸ هجری شمسی است.
همچنین سرکوب اعتراضات ۸۸ و به دنبال آن، حمله سال ۸۸ به کوی دانشگاه تهران از دیگر برخوردهای خشن نیروی انتظامی است.
خشونت مأموران انتظامی علیه دستگیرشدگان در نمونه‌هایی همانند مهرداد سپهری در مشهد و بهاره چشم‌براه در آبادان واکنش‌های فراوانی در پی داشته است و با بهت و خشم همگانی در ایران روبرو شده است.

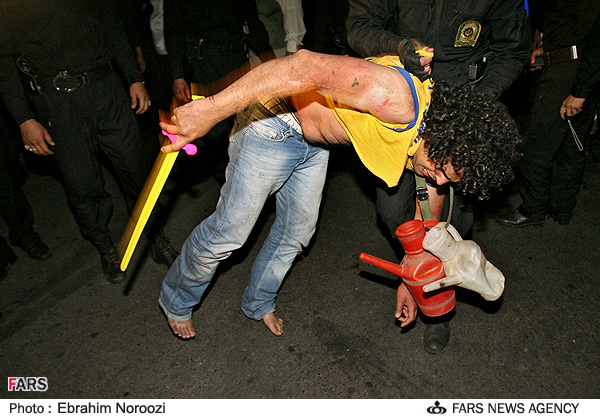
نگاره‌ای از برخورد نیروی انتظامی در ۲۰۰۷

در اردیبهشت ۱۳۸۶، گزارشی از یورش شبانهٔ نقابداران پلیس، به خانهٔ «لات و لوت» های تهران و بیرون کشیدن این افراد زیر رگبارهایی از لگد و مشت، تحقیرشان با انداختن آفتابه‌ای بر گردنشان و دور محله گرداندن این افراد، منتشر شد. در یکی از عکس‌ها، پلیس با چکمه بر صورت مجرم یا متهم، فشار وارد می‌کند. در عکس‌ها دیده می‌شود که آفتابه را با بند از گردن مجرم یا متهم، آویزان کرده‌اند و در عکسی دیگر نیز لولهٔ آفتابه را درون دهان او وارد کرده‌اند تا از این راه سخن بگوید. در تصویری نیز شمشیر پلاستیکی به متهم داده‌اند.
یگان ویژه به‌عنوان «سرکوب‌گرترین نیروی ضدشورش جمهوری اسلامی» یاد شده است. پیشینهٔ عمر یگان ویژه به شکل حدودی با عمر شورش‌های خیابانی در دوران جمهوری اسلامی، برابری کرده است؛ در همین هنگام، اگر شهرت کمیته‌های وابسته در بگیر ببند و یورش بردن به مهمانی‌ها و گشت و ایست‌های بازرسی بوده است، یگان ویژه تمام این کارها را در خیابان به برخورد مسلحانه با معترضان و منتقدها و به گلوله‌بستن و کشتار چنین کسانی تبدیل کرد. آمارهای نهادهایی چون عفو بین‌الملل می‌گفت که دست‌کم ۳۰۴ تن، تنها در سه روز اعتراض‌های آبان ۱۳۹۸ توسط نیروهای امنیتی کشته شدند و نیروهایی که حکومت در خیابان فرستاد نیز بیشتر نیروهای یگان ویژه و لباس‌شخصی‌ها بوده‌اند. تا سال ۱۴۰۰، یگان ویژه فرماندهی انتظامی، هشت تجربهٔ بزرگ در سرکوب اعتراضات داشته است. در یکی از خونین‌ترین سرکوب‌های خیابانی تاریخ نظام جمهوری اسلامی، که تنها در سه روز میان ۲۴ تا ۲۶ آبان ۱۳۹۸ رخ داد، یگان ویژه، مهم‌ترین نیرویی بود که برای سرکوب در خیابان‌ها حاضر شد.
اسماعیل احمدی مقدم، فرماندهٔ پیشین فراجا، اعلام کرد که در تظاهرات تاسوعا و عاشورای ۱۳۸۸ هواداران جنبش سبز، خودروی فرماندهی انتظامی، مردم را زیر کرده است.
به گزارش رادیو فردا در ۱۳۹۷ «در سال‌های گذشته برخی از کودکان در استان سیستان‌وبلوچستان و دیگر شهرهای ایران بر اثر شلیک مأموران فرماندهی انتظامی در حین تعقیب و گریز متهمان کشته شده‌اند». این گزارش به‌عنوان نمونه به ششم مهر سال گذشته (۱۳۹۶) اشاره کرد که در یورش مأموران انتظامی به خانه‌ای در ایرانشهر، پسر سه ساله و پدرش کشته شدند و گزارشی را پوشش داد که بر پایه آن، مأموران به خودرویی تیراندازی می‌کنند و افزون بر راننده، دختری ۳ ساله و دو پسر ۱۸ و ۲۳ ساله را که سوار خودرو بودند، می‌کشند.
در تیر ۱۳۹۸، ویدئویی پخش شد که در آن، یک مأمور پلیس مرد، دختری که دارد جیغ‌کشی می‌کند را به زور و با خشونت، به همراه خود می‌کشد و با وجود اعتراض گروهی از حاضران در صحنه، سوار ماشین فرماندهی انتظامی‌اش می‌کند. فرمانده انتظامی تهران بزرگ اعلام کرد که گزارش مربوط می‌گفت که عده‌ای جوان، شئونات را زیر پا گذاشته‌اند و این افراد نخست از پلیس تذکر گرفته‌اند و رفتار نامناسبی با مأمور داشته‌اند. در سوی دیگر، شاهدی اعلام می‌کرد که دختر برای آب‌بازی در پارک حضور داشته است و با آمدن پلیس، دوستانش فرار می‌کنند اما او می‌ماند و هنگامی که «جواب پلیس را داده» کتک می‌خورد.
کشته شدن مهرداد سپهری در مهر ۱۳۹۹، از مواردی بود که برای جامعه ایران آشکار شد و واکنش‌های بسیاری به همراه داشت. به گزارش بی‌بی‌سی فارسی، در ویدئوی پخش شده از رویداد، «مردی دستانش به میله‌ای بسته شده است و مأمور پلیس به او نزدیک می‌شود و به او شوکر می‌زند… مرد با دستان بسته روی زمین می‌افتد. در تصاویر بعدی پلیس باز هم به او شوکر می‌زند و کلماتی میانشان رد و بدل می‌شود و مرد دوباره روی زمین می‌افتد». خانوادهٔ سپهری اعلام کردند که او در نهایت، با خفگی با اسپری فلفل جان داده است. پس از این، کاربرانی به مقایسه کردن گفته‌های علی خامنه‌ای، رهبر جمهوری اسلامی دربارهٔ رفتار پلیس آمریکا با جورج فلوید و این رویداد پرداختند.
این جنایت‌ها با تحریم‌های حقوق بشری همراه بوده‌اند؛ در نمونه‌ای در فروردین ۱۴۰۰، حسن کرمی فرماندهٔ یگان‌های ویژه فراجا، حسین اشتری فرماندهٔ کل انتظامی جمهوری اسلامی، غلامرضا ضیایی رئیس زندان اوین و شماری دیگر، به اتهام سرکوب کردن خشن اعتراضات آبان ۱۳۹۸ ایران، به فهرست تحریم‌های حقوق بشری اتحادیه اروپا افزوده شدند.
وزارت خارجه آمریکا در ۲۸ آبان ۱۳۹۹، مسئولان کلیدی کشتار مردم معترض در نیزار ماهشهر در جریان اعتراض‌های آبان ۱۳۹۸ را تحریم کرد که در میان این مسئولان، نام سردار حیدر عباس‌زاده، فرماندهٔ انتظامی استان خوزستان و سرهنگ رضا پاپی، فرمانده انتظامی ماهشهر دارای اتهام نقض گسترده و خشن حقوق بشر، وجود داشت. بر پایهٔ گزارش‌ها، مردم معترض ایرانی در فرار از تجهیزات نظامی به نیزارها پناه می‌برند و فرماندهی انتظامی زیر فرمان حیدر عباس‌زاده و رضا پاپی، نیزارها را آتش کشید و به سوی معترضان آتش گشود و حداقل ۱۴۸ شهروند در این جریان، کشته شدند. یک شاهد عینی اعلام کرد که «هیچ‌یک از کسانی که به نیزارها پناه بردند زنده برنگشتند».
شعارهایی چون «نیروی انتظامی، خجالت، خجالت» یا «نیروی انتظامی، چرا برادرکشی؟» از شعارهای معترضان نسبت به این نیرو هستند. سرنوشت معترضانی که توسط این نیرو دستگیر می‌شوند نیز مورد توجه رسانه‌های خارجی بوده است. در موارد بسیاری از شدت خشونت در بازداشتگاه‌های فرماندهی انتظامی جمهوری اسلامی، پرده‌برداری شده است. به شکل کلی، رویکرد دستگاه سرکوب جمهوری اسلامی، از جمله فرماندهی انتظامی، در بالاترین سطوح حکومت و توسط شخص علی خامنه‌ای تعیین شده است.
در آوریل ۲۰۲۱، فرماندهی انتظامی مشهد شماری از جوانان و نوجوانان (که برخی زیر سن قانونی بوده‌اند) را که متهمان چهارشنبه‌سوری (جشن ایرانی) معرفی کرد و با وصل کردن پلاکارد در یک نمایش همگانی، در شهر گرداند. رسانه‌های درون ایران، این کار را «طرح پیش‌گیرانه» دانستند؛ در حالی که مشخص نبوده است هدف پیشگیری از چه جرمی است. در ادامه، برخی این کار را قرون وسطایی خواندند و گزارش دادند که شماری از این افراد، زخمی نیز بوده‌اند. هرانا، ارگان خبری مجموعه فعالان حقوق بشر در ایران، در این باره نوشت: «در سال‌های اخیر فرماندهی انتظامی هر از گاهی اقدام به چرخاندن متهمان در سطح شهر می‌کند، اقدامی که مغایر با مقاوله‌نامه‌های حقوق‌بشری، قوانین داخلی و نقض کرامت انسانی است.»
این ارگان در شهریور ۱۴۰۱ بار دیگر وحشی گری خود (شاخه پلیس امنیت اخلاقی و گشت ارشاد) را با شکنجه و قتل مهسا امینی نشان داد؛ این قتل و برخوردهای بعدی نیروی انتظامی (در پاسخ به همین مسئله، مثل رفتار وحشیانه نیروی انتظامی با معترضان مسالمت آمیز مرگ مهسا امینی روبروی بیمارستان کسری تهران) باعث برانگیختن خشم مردمی و مقابله به مثل شد و در ادامه، مردم ایران ۵ ماه علیه حکومت اعتراض کردند و شعارهایی مثل «ننگ ما، ننگ ما، پلیس الدنگ ما» سردادند؛ در پاسخ، پلیس ایران با همکاری لباس شخصی‌ها، وزارت اطلاعات، سپاه، شبه نظامیان بسیج و حتی اراذل و اوباشاین اعتراضات را موقتاً سرکوب کرد.
همچنین در تاریخ ۱۰ شهریور ۱۴۰۱، یکی از فرماندهان فراجا سیستان و بلوچستان با تجاوز به دختری نوجوان، جنایت دیگری به لیست بلند بالای جنایات نیروی انتظامی اضافه کرد و حرکت اعتراضی جمعه خونین زاهدان در پاسخ به این عمل دور از انسانیت، انجام گرفت
از سوی دیگر، در بهمن ۱۳۹۹، حسین اشتری، فرماندهٔ کل انتظامی، بر «اجرای قانون توأم با رأفت اسلامی» تأکید کرد. وی همچنین اعلام کرده است که «نیروهای یگان ویژه در همهٔ عرصه‌ها در کنار مردم و همراه آنان هستند».
در اردیبهشت ۱۴۰۰، در هنگام تیراندازی نیروهای فرماندهی انتظامی شهرستان ایرانشهر، استان سیستان و بلوچستان به سوی یک خودروی مظنون به «حمل مواد مخدر»، یک کودک پنج ساله کشته شد و پدر و مادر کودک و یک شخص دیگر نیز زخمی شدند.

### انتقادها

#### ملزم بودن به پیشگیری از نقض احکام شرعی
به گزارش یورونیوز در ۲۰۲۰ م، برخی باور دارند که ملزم بودن پلیس جمهوری اسلامی ایران برای پیشگیری از نقض شدن احکام شرعی از سوی مردم، بانی آن شده است که پلیس در ایران این دوره، بیشتر از آن که پایه‌گذار امنیت مردم این کشور باشد، باعث ناامنی روانی میان شهروندان باشد. سعید مدنی، جامعه‌شناس اعلام داشت که اینکه فرماندهی انتظامی ملزم به این شده است که از نقض احکام شرعی جلوگیری کند، ابهام دارد؛ فرماندهی انتظامی ضابط قضایی به‌شمار می‌رود و ضابط مذهبی یا شرعی نیست و بیشتر ورودهای فرماندهی انتظامی، شامل موارد نقض قانون بوده است. در مورد حجاب نیز وابسته به سیاست‌ها و قانون‌هایی که به فرماندهی انتظامی می‌دهند، این نیرو احتمال دارد که با کسانی که حجاب آنان بر پایه استانداردهای جمهوری اسلامی نبوده است، برخورد خشنی داشته باشد. همچنین وی گفت که تا مدت‌ها، یکی از وظیفه‌های روزانهٔ مأموران انتظامی، جمع کردن دیش‌های ماهواره مردم بوده است که این، به دلیل سیاستی از سوی وزارت کشور بود.

#### یکسان نبودن رفتار پلیس
در وضعیت معمولی، واکنش مردم به حضور مأموران انتظامی، متفاوت بوده است؛ چون که رفتار فرماندهی انتظامی نیز در برابر مردم این کشور، متفاوت بوده است. فرماندهی انتظامی در منطقه یا جاهای مرفه و متوسط، در مقایسه با منطقه‌های فقیر نشین و در حاشیه، رفتاری کاملاً متفاوت یا گوناگون داشته است؛ بنابراین، از این دید، رفتار فرماندهی انتظامی یک پروتکل ثابتی نداشته است. حضور مأموران انتظامی در شمال شهر بیشتر مایه و بانی ایمنی یا امنیت شمرده شده و در جنوب شهر (که در این دوره جای فقیرنشین توصیف شده است) حضور مأموران انتظامی معنی تنش، برخورد و ناامنی روانی را دارد.

#### نقش شبکه‌های اجتماعی
سعید مدنی، جامعه‌شناس اعلام داشت که: «به مدد فضای مجازی و امکانات تکنولوژیک ارتباطی‌ای که در اختیار مردم ایران قرار گرفته، این حادثه تصویربرداری شده و در معرض دید عموم قرار گرفته است؛ چیزی که در گذشته تقریباً ناممکن بود. به این اعتبار به نظر می‌رسد که رفتار پلیس ایران تا حد زیادی محتاطانه‌تر و دقیق‌تر شود. این امکان تماشای خشونت پلیس در فضای مجازی، می‌تواند در کنترل خشونت پلیس نقش بسیار مهمی داشته باشد. علاوه بر این، افکار عمومی هم از طریق فضای مجازی شکل می‌گیرد و این امر می‌تواند زمینه‌ساز واکنش‌های آتی مردم به خشونت پلیس باشد».

#### در نگاه مردم

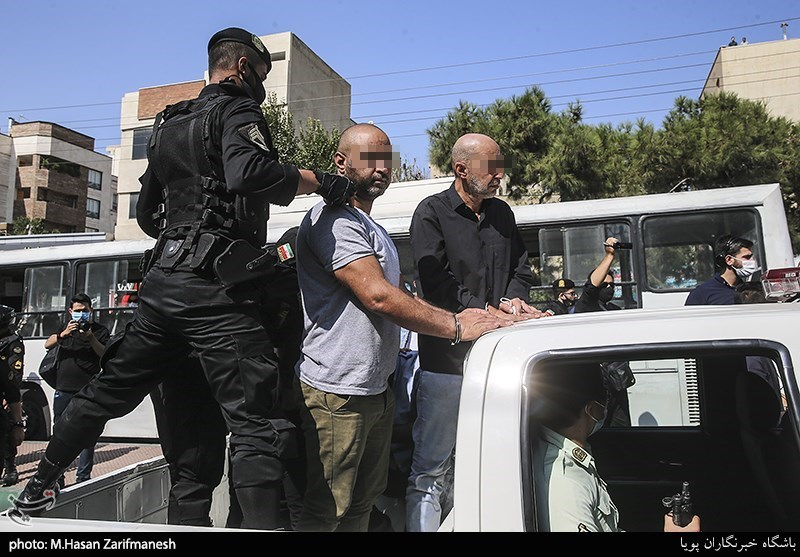
گرداندن بازداشت‌شدگان در تهران‌پارس، تهران که با واکنش‌های انتقادی از سوی مردم روبرو شد.

در مهر ۱۳۹۹، کاربران شبکه‌های اجتماعی، پس از کار اخیر پلیس جمهوری اسلامی ایران، یعنی دورگردانی و زدن متهمان در تهران و برخی شهرهای دیگر ایران، واکنش‌های گسترده‌ای داشتند و در نمونه‌ای از این دست واکنش‌ها، این کار صورت گرفته را با رفتار گروه تروریستی داعش با مخالفان و زندانیانش، مقایسه کردند. کاربران رسانه‌های اجتماعی افزون برداشتن نقدهایی از ابعاد فراقانونی این کار، خشونت فرماندهی انتظامی را مورد اشاره قرار داده و این «وحشی‌بازی» را محکوم کرده بودند. گروهی از کاربران نیز چنین کاری را مصداقی از «شکنجه» اعلام کردند و پرسش داشتند که هنگامی که در نمایش همگانی رفتار با متهم این گونه است، پس در زندان‌های مربوط چه می‌گذرد؟ و کاربرانی نیز به شکلی ویژه، پس از این رویداد، به شکنجه شدن نوید افکاری و دیگر زندانیان پرداخته بودند.
هاتف مطهری در همین باره نوشته بود: «پلیس ایران جلوی چشم هزاران نفر، به سر و بدن متهم ضربه می‌زنه و وادارش می‌کنه که به خودش فحش بده. بعد انتظار دارن ما قبول کنیم در بازداشتگاه و اتاق بازجویی برای نوید افکاری اتفاقی نیفتاده و سیر محاکمه عادلانه بوده». ضیا نبوی، فعال دانشجویی ایرانی و زندانی سیاسی پیشین، روش برخورد فرماندهی انتظامی را «بخش کوچکی از آنچه در بازداشتگاه‌ها با متهم می‌کنند» دانست. کاربری دیگر، با پست‌کردن ویدئوهای کارهای حکومت ایران و داعش، به «همذاتی» این دو، اشاره کرد.
در سوی دیگر از این موارد، حسین اشتری، فرمانده کل انتظامی در بهمن ۱۳۹۹ اعلام داشت که «اعتماد، علاقه‌مندی و رضایت مردم از فراجا افزایش یافته است».

## تحریم‌های بین‌المللی
در ۹ آبان ۱۴۰۱ ملانی جولی، وزیر امور خارجه کانادا اعلام کرد که دولت کانادا، نیروی انتظامی ایران و جامعة المصطفی العالمیه را به فهرست تحریم‌های خود اضافه می‌کند.